# 韦尔穆瓦地区马农库尔
韦尔穆瓦地区马农库尔（法語：Manoncourt-en-Vermois，法語發音：[manɔ̃kuʁ ɑ̃ vɛʁmwa]）是法国默尔特-摩泽尔省的一个市镇，位于该省南部，属于南锡区。

## 地理
韦尔穆瓦地区马农库尔（48°36'3"N, 6°15'59"E）面积6.68 平方千米，位于法国大東部大區默尔特-摩泽尔省，该省份为法国东北部内陆省份，是洛林的一部分，北邻比利时、卢森堡，北起顺时针与摩泽尔省、下莱茵省、孚日省和默兹省接壤。
与韦尔穆瓦地区马农库尔接壤的市镇（或旧市镇、城区）包括：比特库尔欧谢讷、夸维莱、圣尼古拉德波尔、韦尔穆瓦城。

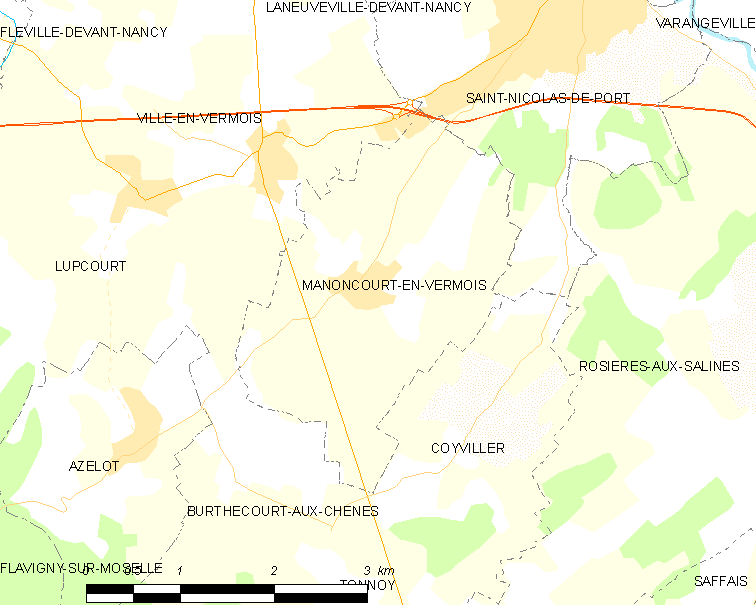
韦尔穆瓦地区马农库尔的OSM定位图

韦尔穆瓦地区马农库尔的时区为UTC+01:00、UTC+02:00（夏令时）。

## 行政
韦尔穆瓦地区马农库尔的邮政编码为54210，INSEE市镇编码为54345。

## 政治
韦尔穆瓦地区马农库尔所属的省级选区为雅维尔-拉马尔格朗日县。

## 人口

1962-2008年间韦尔穆瓦地区马农库尔人口变化图示

韦尔穆瓦地区马农库尔于2022年1月1日时的人口数量为338人。